# Tribune Indochinoise
La Tribune Indochinoise (nghĩa là: Diễn đàn Đông Dương) là một tờ báo xuất bản bằng tiếng Pháp tại Sài Gòn, Nam Kỳ dưới thời kỳ Pháp thuộc.
Số báo đầu tiên ra mắt ngày 6 tháng 8 năm 1926. Tờ báo này được xem là hậu thân tiếp nối của báo Tribune Indigène của Bùi Quang Chiêu, vốn bị buộc phải đình bản năm trước (1925). Ông là chủ nhiệm báo cùng là lãnh tụ của Đảng Lập hiến Đông Dương nên tờ báo này được dùng làm cơ quan ngôn luận của Đảng. Nguyễn Kim Đính làm chủ bút và quản lý.
Báo Tribune Indochinoise chủ trương và cổ động đường lối hợp tác giữa chính quyền thực dân và dân bản xứ theo chính sách Pháp Việt Đề huề do Albert Sarraut đề ra.
Báo Tribune Indochinoise ra được tổng cộng 2342 số và ấn bản cuối cùng ra ngày 2 tháng 10 năm 1942.